# Floyd megye (Indiana)
Floyd megye az Amerikai Egyesült Államokban, azon belül Indiana államban található. Megyeszékhelye és legnagyobb városa New Albany. Lakosainak száma 80 484 fő (2020. április 1.). Floyd megye Clark, Jefferson, Harrison és Washington megyékkel határos.

## Népesség
A megye népességének változása:
| Lakosok száma | 74 670 | 75 027 | 75 374 | 76 244 | 76 778 | 80 484 |
|               | 2010   | 2011   | 2012   | 2013   | 2015   | 2020   |